# Jean-Nicolas Boulanger
Jean-Nicolas Boulanger (Parigi, XVIII secolo – Parigi, XIX secolo) è stato un artigiano francese, specializzato come argentiere.

## Biografia

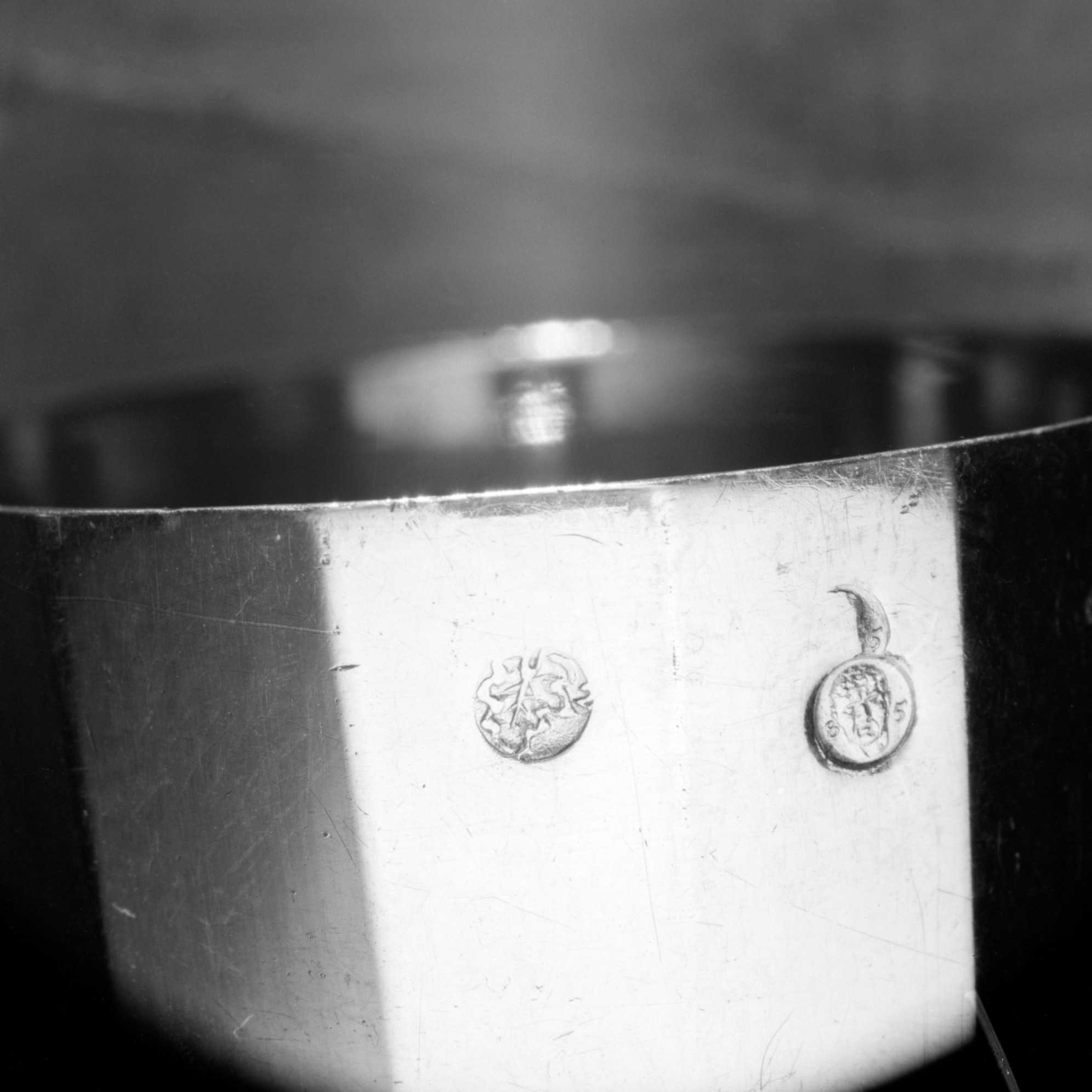
Sei bicchieri da liquore, Metropolitan Museum of Art (1789-1780)

Non si posseggono molte informazioni riguardanti la vita privata e il percorso di formazione di Jean-Nicolas Boulanger, 
anche se è noto che ottenne la maîtrise nel 1783 e che era ancora attivo nel 1809.
Le sue opere principali, realizzate nello stile classicheggiante dei tempi di Luigi XVI di Francia, vennero eseguite negli ultimi decenni del XVIII secolo e si distinsero per la grande sobrietà decorativa.
La loro eleganza fu dovuta alle linee ottimamente calcolate e nell'impiego di una lastra giustamente massiccia.
I sei bicchieri da liquore realizzati dall'artigiano nel 1789-1780, conservati nella collezione Wentworth del Metropolitan Museum of Art di New York, sono decorati quasi esclusivamente con la faccettatura del fianco.
Una sua zuccheriera con piatto e coperchio eseguita negli anni 1794-1797, conservata a Parigi in una collezione privata, possiede molte delle migliori espressioni del gusto francese contemporaneo nell'argenteria.
Il Porta bevanda (drageoir) costituito da argento massiccio e verrine di cristallo, fu realizzato nel 1810, e si caratterizzò per la base quadrata decorata con un fregio appoggiato su quattro piedi a sfera, le maniglie curve e culminanti con la testa di delfino, per la decorazione di palmette e corona d'alloro.
Il Nécessaire de voyage di Jean-Nicolas Boulanger (1814-1819), fu formato di argento, ebano, avorio, mogano, pelle, ottone, acciaio.
Questo tipo di oggetto, di cui furono eseguite copie pregevoli nel XVIII secolo, come quella di Maria Antonietta d'Asburgo-Lorena conservata al Museo del Louvre, ebbe un grande successo ai tempi del Primo Impero francese.
Questo kit apparteneva a Carlo Alberto di Savoia (1798-1849), una figura di spicco della Casa Savoia ed è composto da una cinquantina di pezzi.

## Opere
- Zuccheriera con piatto e coperchio (1794-1797);
- Petite cafetière en argent (fine del XVIII secolo);
- Ciotola in argento dolce con manici a forma di delfino (1809);
- Salsiera in argento (inizi del XIX secolo);
- Porta bevanda (drageoir) in argento massiccio e verrine di cristallo (1810);
- Nécessaire de voyage (1814-1819).